# Dějiny Českých Budějovic

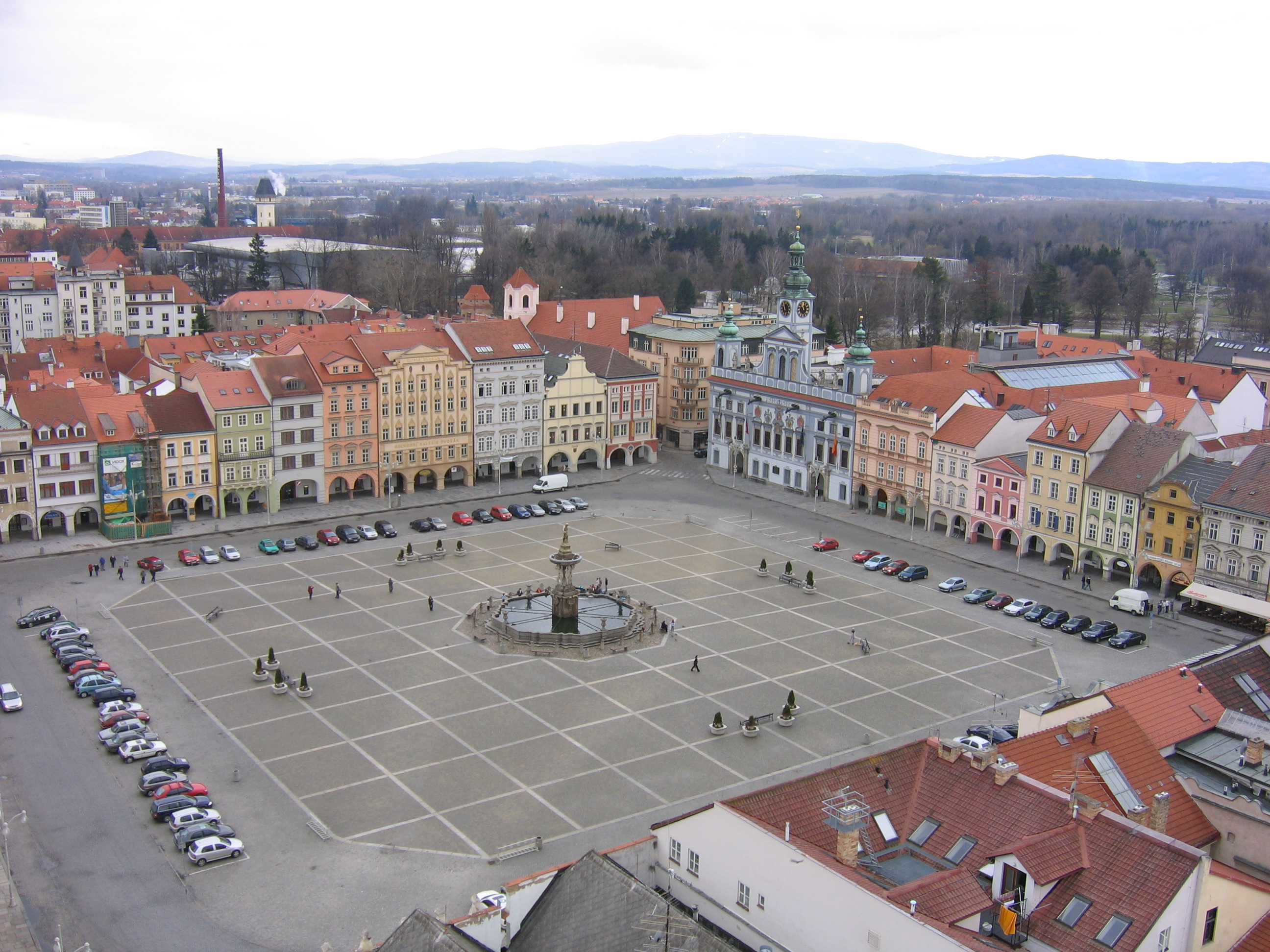
Českobudějovické náměstí Přemysla Otakara II. v centru města

Dějiny města České Budějovice mají počátek ve 13. století, kdy město v roce 1265 založil král Přemysl Otakar II. Území, kde město bylo založeno, však bylo osídleno již v pravěku a raném středověku. Archeologické nálezy v centru města dokládají osídlení v době bronzové, v době halštatské a v době laténské.

## 10.–12. století
Archeologickým průzkumem bylo zjištěno, že na ploše u klášterního kostela (dnes Piaristické náměstí) se pohřbívalo již před založením města, počínaje mladší dobou hradištní.

## 13. století
Před založením města stála 1,2 km severozápadně od dnešního centra osada Budivojovice (písemně doložená v roce 1251) s farním kostelem svatého Jana Křtitele a svatého Prokopa, který zde stojí dodnes. Již v roce 1259 byly písemně doloženy Stradonice (dnešní Rožnov, nejjižnější část Českých Budějovic). Město začalo vznikat v druhé polovině 13. století na pravém břehu Vltavy (oproti ostatním královským stavbám na levém břehu jako je zámek Hluboká či Zlatá Koruna) pod soutokem s Malší na bažinatých pozemcích, které Přemysl Otakar II. získal od dvorského sudího Čéče. Formálně je na jeho příkaz v roce 1265 založil zvíkovský purkrabí a úspěšný lokátor Hirzo z Klingenbergu, který pro krále pracoval i na dalších místech v kraji. Ve městě patrně krátce existoval, nebo spíše měl existovat královský hrad. Nové královské město mělo představovat doposud chybějící odpovídající základnu královské moci v jižních Čechách a být protiváhou moci Vítkovců (resp. Rožmberků). Tento svůj účel po většinu času zdatně plnilo, což bylo důvodem několikasetletého nepřátelství mezi těmito dvěma „lokálními mocnostmi“, které bylo přerušeno pouze v průběhu husitských válek, kdy je potlačil společný mocný nepřítel – husité. Současně s městem byl v 2. polovině 13. století postaven dominikánský klášter a klášterní kostel Obětování Panny Marie, jehož mohutné zdi tvořily součást opevnění města.
První velký nájezd ze strany Vítkovců zažilo město už v květnu roku 1277, kdy jej přepadli lidé Ojíře z Lomnice; k všeobecnému překvapení však navzdory nedokončeným hradbám odolalo. O dva roky později Záviš z Falkenštejna město vyplenil a pobořil, měšťané je však rychle obnovili. Nájezdy a krátkou nadvládou Rožmberků trpělo město ještě roku 1289, ale Václav II. již následující rok zjednal pořádek. 
Prvním známým českobudějovickým rychtářem byl roku 1296 Klaric (Claricus), královský mincmistr a urburéř italského původu (z Florencie), který přesídlil z Kutné Hory. Jeho synové Mikuláš (Nicolaus Claricz), Petr a Ondřej a pak i další Klaricové dědičně tento úřad drželi až do 15. století.

## 14. století
Roku 1304 čelilo město útoku vojsk římského krále Albrechta Habsburského, přečkalo jej však bez úhony, okolí však lehlo popelem. Velmi silný vztah k městu měli Lucemburkové, kteří na český trůn usedli roku 1310. V březnu 1318 oblehl město Petr I. z Rožmberka v rámci své vzpoury proti Janu Lucemburskému, ale neuspěl. Král Jan Lucemburský Budějovice navštívil kromě roku 1318 také v roce 1336.

### Pobyty Karla IV.
Jeho syn Karel IV. si Budějovice vyloženě oblíbil a učinil z nich časté místo svých diplomatických schůzek. Pobýval zde například celý měsíc na jaře 1351 a u té příležitosti městu udělil významná privilegia (mílové právo, jarmareční právo, osvobození od mýta), která se stala základem hospodářské prosperity zdejších měšťanů v příštích několika staletích. Zajímavostí je, že během celého pobytu byl Karel ochrnutý, patrně v důsledku zranění z turnaje, a byl přenášen na nosítkách.
Karel opět pobýval v Budějovicích v červnu roku 1361, krátce po návratu z Norimberku, kde se mu narodil syn Václav. V Budějovicích se Karel IV. sešel s Rudolfem IV. Habsburským a jeho bratry, aby spolu urovnali dlouho trvající spory. Rudolf IV. se nakonec zavázal přestat používat určitá říšská privilegia, která si nárokoval na základě svých falz privilegií, vydaných údajně samotným Caesarem a Neronem. Do Budějovic při této příležitosti zaslal listinu také moravský markrabě Jan Jindřich, který sliboval Habsburským bratrům vojenskou pomoc v případě napadení třetí stranou.
Další náštěva Karla IV. proběhla v roce 1364. Zasáhl při ní i do podoby města. Nebyl spokojen s podobou budějovického náměstí a nařídil zrušit masné i chlebné krámy. Zbourány musely být rovněž domy uprostřed náměstí a rynek nařídil král vydláždit. Celkem byl Karel ve městě šestkrát. Spolu s Pískem šlo o jediné jihočeské město, které navštěvoval.
Naposledy pobýval Karel IV. v Českých Budějovicích v květnu 1378, půl roku před svou smrtí. Doprovázel ho tehdy následník trůnu, syn Václav, pozdější král Václav IV. Roku 2009 byla v dominikánském klášteře odkryta unikátní freska, která Karla s Václavem zachycuje. Zdejších jednání se účastnil Ludvík Míšeňský, který písemně slíbil oběma Lucemburkům doživotní spojenectví, pokud mu pomohou obsadit jemu náležející pozici mohučského arcibiskupa, kterou tou dobou stále ještě protiprávně okupoval Adolf Nassavský.
I Václav po korunovaci v Budějovicích nějaký čas pobýval, a to v létě 1394. Léčil si zde psychické šrámy způsobené nedávným zajetím vzbouřenou šlechtou. Budějovičtí tehdy projevili k Václavovi velkou loajalitu a shromáždili k jeho osvobození početné vojsko. To nakonec zasahovat nemuselo, přesto vděčný Václav zamířil ze zajetí přímo do Budějovic. Znovu v nich pobýval roku 1401.

## 15. století
Během husitských válek stanuli Rožmberkové společně s Českými Budějovicemi na straně Zikmunda Lucemburského, což vedlo k tomu, že se obchod města přeorientoval spíše na rakouské země. Válečné štěstí bylo vrtkavé a měnilo se velice rychle – tak třeba v červnu 1420 budějovičtí spolu s Rožmberky obléhali Tábor a v září a říjnu se měšťané třásli před vojskem Jana Žižky, který na svém tažení proti Rožmberkům prošel okolo města, aniž by však na ně zaútočil. Postupem času město začalo válkou trpět a upadat – občasné vojenské úspěchy nemohly vyvážit ztráty kupců na cestách, které ve válečných časech přestaly být bezpečné. I v následných letech po husitské revoluci město trpělo neuspořádanými poměry v zemi, navíc král Ladislav Pohrobek postoupil město doživotně Jindřichu IV. z Rožmberka, což se nesetkalo s pochopením. Za vlády Jiřího z Poděbrad zachovávaly Budějovice nejdříve neutralitu, pokud šlo o spory katolické a královské strany, aby v srpnu 1468 uznaly za svého krále Matyáše Korvína, který v nich umístil silnou posádku. Prvním českými purkmistrem byl Ondřej Puklice ze Vztuh.

## 16.–17. století

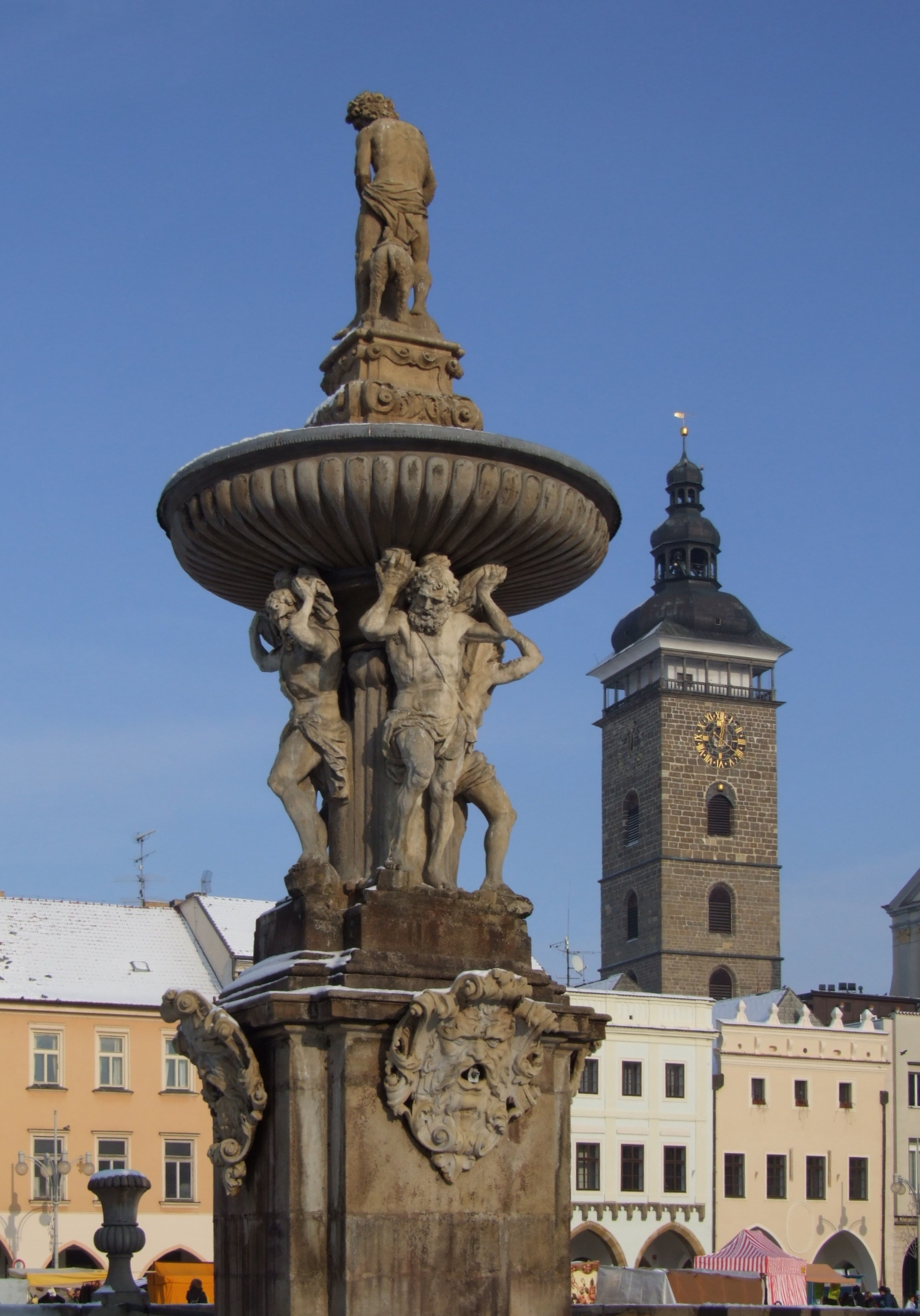
Samsonova kašna a Černá věž

V roce 1514 byl na soutoku Vltavy a Malše založen Krumlovský rybník, který pak byl začátkem 19. století zrušen a částečně zavezen.
V 2. čtvrtletí 16. století zřídili Taxisové na pokyn Ferdinanda I. Habsburského poštovní spojení mezi Prahou a Lincem, které bylo vedeno přes České Budějovice. V roce 1533 je zmiňován českobudějovický poštmistr, kterým byl Paul Kaiser, majitel zájezdního hostince na Pražské ulici.
V letech 1547–1577 byla postavena Černá věž. Stavbu věže inicioval Magistr Quirinus, který byl v letech 1553–1575 v několika volebních obdobích purkmistrem.

### Vpád pasovských
Po z vojenského hlediska relativně klidném 16. století, během kterého došlo k mimořádnému rozkvětu města (zejména díky rozsáhlé těžbě stříbra a příjmům z vaření piva, obchodu se solí, suknem či rybničního hospodaření), Budějovice opět čelily těžkým časům. Dne 31. ledna 1611 do Českých Budějovic lstí, dnes již zbořenou Pražskou bránou, vniklo vojsko pasovského biskupa Leopolda Pasovského a přitom byl výstřelem z muškety zabit městský písař Šimon Plachý.  Během vpádu Pasovských si Pasovští v Českých Budějovicích zřídili jednu ze svých základen. V noci ze 14. na 15. března 1611 bylo zde popraveno devět důstojníků pasovského vojska, kteří byli obviněni ze spojení s velitelem stavovského vojska Jindřichem Matyášem hrabětem z Thurnu.

### České stavovské povstání a třicetiletá válka
V průběhu Českého stavovského povstání a třicetileté války zůstaly Budějovice věrné Habsburkům. Díky tomu byly prakticky ihned obleženy vojskem vedeným Jindřichem Matyášem hrabětem z Thurnu. Hejtman Jan Aulner z Brikensfeldu, který byl císařem jmenován velitelem českobudějovické posádky, Budějovice nevydal. Thurn pak od obléhání města upustil.
V listopadu 1618 pak přitáhla k městu císařská vojska Karla Bonaventury Buquoye. Okolo města se poté rozpoutaly zuřivé boje, v nichž stavovská vojska zvítězila a přinutila císařské k ústupu do města nebo do Rakous. Město bylo opět obleženo. Zima 1618–1619 byla zlá pro obě strany, hůř ale strádaly Budějovice, v nichž vypukly epidemie, které si vyžádaly mnoho obětí jak mezi měšťany, tak v řadách císařských vojáků. Na jaře 1619 však dorazily Buquoyovy posily a situace začala spět k rychlému rozuzlení. 10. června 1619 porazil Buquoy silné stavovské vojsko v bitvě u Záblatí, což vedlo k urychlenému vyklizení jižních Čech ze strany stavovských jednotek.
Budějovičtí využili příležitosti a přesvědčili Buqoye, že je třeba exemplárně potrestat vzbouřenecký Rudolfov, který Budějovicím značně konkuroval. Jelikož císařský velitel to původně za zas až tak nutné nepovažoval, byla mu v rámci diskuse na toto téma vyplacena nemalá částka ve zlatě, která ho následně zbavila všech pochybností[zdroj?] a Rudolfov byl dne 15. června 1619 císařským vojskem a českobudějovickým měšťanským praporcem, vedeným Fabiánem Welsem Z Welsenbergu, vypleněn, vypálen a srovnán se zemí. V Rudolfově bylo zabito mnoho civilních obyvatel.
Po zbytek třicetileté války se Budějovicím boje vyhnuly, sloužilo však jako týlová základna a prostor pro formování jednotek. Během třicátých let se díky bojům ve středních a severních Čechách staly dočasně hlavním městem, do kterého se přesunuly některé důležité úřady z Prahy. V letech 1634–1635 byly dokonce v Budějovicích umístěny české korunovační klenoty.

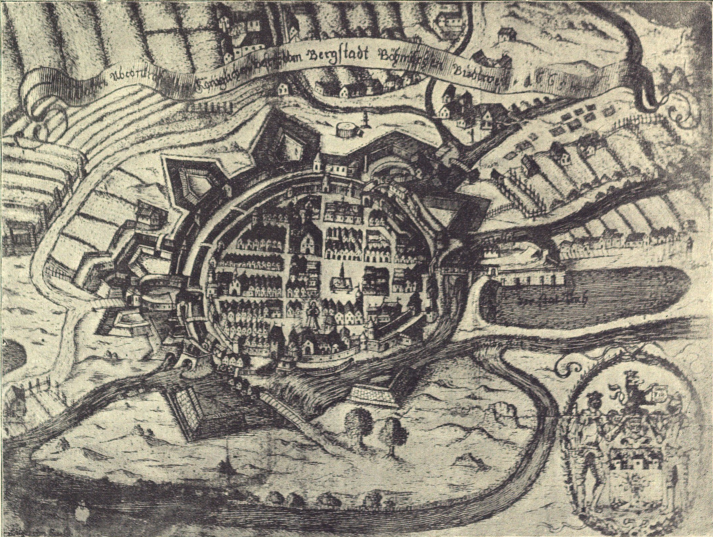
České Budějovice roku 1666

V roce 1632 byl veřejně popraven Kryštof Čabelický ze Soutic, rodák ze Žimutic, za to, že organizoval selské povstání proti císaři. V roce 1634 byli v Českých Budějovicích vyšetřováni důstojníci a generálové zatčení po zavraždění Albrechta z Valdštejna – vévoda Julius Jindřich Sasko-Lauenburský, generál jezdectva Jan Arnošt Scherffenberk, generál jezdectva Jan Oldřich Šafgoč (Schaffgotsch), generál polní zbrojmistr Arnošt Jiří Sparr, plukovník Petr Losy, plukovník František Vilém Mohr a podplukovník Julius Jindřich Hammerle; na motivy této události napsal spisovatel Jaroslav Durych povídku Budějovická louka (sbírka povídek Rekviem). Stravováni byli v obecní kuchyni (Garkuch), která byla v domě, kde je dnes restaurace U Tří sedláků.
V červenci 1641 vypukl velký požár Českých Budějovic, během něhož lehla popelem více než polovina města.

## 18. století
V letech 1721–1727 byla na náměstí postavena Samsonova kašna. V roce 1724 byla pro zásobování města užitkovou vodou postavena vodárenská věž s vodojemem. V letech 1727–1730 byla radnice přestavěna do dnešní podoby.
Jižní Čechy se staly bojištěm za první (1740–1742) i druhé slezské války (1744–1745). Budějovice zažily okupaci vojsky bavorského kurfiřta Karla Albrechta během první slezské války a boje mezi habsburskými vojsky a francouzskou armádou mezi Budějovicemi a Hlubokou v roce 1742. Během druhé slezské války se v okolí Budějovic rozpoutaly boje mezi rakouskou a pruskou armádou, město přitom bylo dočasně Prusy obsazeno.
V roce 1751 byl dosavadní Bechyňský kraj rozdělen; Budějovice a Tábor se staly sídly krajů. Tehdejší Budějovický kraj měl 212.540 obyvatel.
V roce 1761 bylo v Českých Budějovicích založeno piaristické gymnázium. Na základě josefinských reforem byly zrušeny kláštery (dominikánský klášter byl zrušen v roce 1784, kapucínský klášter byl zrušen 31. prosince 1786) a kostel svatého Václava v původním špitálním areálu se hřbitovem na severním konci současné Krajinské ulice. Prodán byl také církevní majetek na rohu Hroznové a Panské ulice, označovaný Nonnenhof nebo Nun Haus, kde údajně měly své sídlo bekyně. Dne 20. září 1785 byla zřízena českobudějovická diecéze se sídlem biskupa v Českých Budějovicích.
V letech 1779 až 1795 sídlil v Českých Budějovicích 10. pěší pluk císařské armády (německy Infanterie Regiment No. 10).
V roce 1795 byl založen Budějovický měšťanský pivovar.

## 19. století

### Napoleonské války
Během napoleonských válek bylo město koncem roku 1805 obsazeno francouzským vojskem pod velením maršála Jeana-Baptista Bernadotte. Od prosince 1805 do ledna 1806 bylo město obsazeno bavorským vojskem.

### Prusko-rakouská válka
Během prusko-rakouské války se válečné události Českých Budějovic přímo nedotkly. Do Českých Budějovic však bylo dočasně přemístěno pražské místodržitelství a hlavní štáb rakouské armády. Pruská vojska zavlekla do Čech choleru, na kterou v Českých Budějovicích za poslední čtyři měsíce roku 1866 umřelo 286 lidí; epidemie odezněla až v 1. polovině roku 1867.

### Rozvoj města
Město, které v roce 1803 mělo 5815 obyvatel, zažilo na začátku 19. století výrazný rozvoj. Dne 4. listopadu 1804 byl v prostorách zrušeného kapucínského kláštera otevřen biskupský seminář, ve kterém během jeho existence studovalo mnoho význačných osobností. Objevily se nové průmyslové podniky. Z města se stalo významné centrum. 

### Železnice
V roce 1827 byla vybudována koněspřežná dráha do rakouského Lince. V roce 1868 byl zahájen provoz na trati Plzeň – České Budějovice; tato trať byla v roce 1869 prodloužena do Gmündu N.Ö. a v roce 1871 až do Vídně. V roce 1871 byl v trase bývalé koněspřežky zahájen provoz s parní trakcí na trati České Budějovice – Summerau; dne 20. 12. 1873 pak byl zahájen provoz s parní trakcí až do Lince. V roce 1874 byla dokončena stavba tratě České Budějovice – Veselí nad Lužnicí, kde se trať napojila na již existující trať do Prahy. V roce 1891 byl zahájen provoz na trati z Českých Budějovic do Kájova, v roce 1892 byla tato trať prodloužena do Nové Pece a v roce 1910 do Nového Údolí a dále do Haidmühle.

### Vodovody a kanalizace
Po epidemii cholery v roce 1866 byla vybudována kanalizace a vodovod, ale až v letech 1881–1882 byl vybudován rozvod pitné vody; do té doby byla pitná voda získávána ze studní. Vodárenská věž byla zvýšena (44,3 m).

### Vojenská posádka
Ve městě byla silná vojenská posádka. V letech 1843–1844 byla na Mariánském náměstí postavena Mariánská kasárna (dříve Ferdinandova kasárna). V letech 1886–1887 byly postaveny kasárny na rohu Žižkovy třídy a Dvořákovy ulice (v letech 1895 – 1896 byly zvětšeny. V letech 1890–1892 byly postaveny další kasárny v prostoru mezi Žižkovou třídou, Dvořákovou ulicí a Kasárenskou ulicí, později zvané Žižkova kasárna. V letech 1894–1895 byly postaveny dělostřelecké kasárny a vojenské sklady na Pražské třídě. Další kasárny byly postaveny v roce 1899 mezi ulicí Boženy Němcové a ulicí Generála Svobody pro zeměbranecký pěší pluk č. 29; v 1. světové válce se z nich stala vojenská nemocnice.

### 20. léta 19. století
Byla zbořena gotická hradební věž, zvaná Rauscher, která stála na severním konci Kněžské ulice. Dále byla zbořena gotická hradební věž, zvaná Břidlicová věž, která stála na východním konci Kanovnické ulice.

### 40. léta 19. století
V roce 1944 byla odstraněna Rožnovská brána.

#### Rok 1848
V roce 1848 zde zahájila provoz továrna Koh-i-noor Hardtmuth. V březnu 1848 byla v Českých Budějovicích ustanovena národní garda a studentská legie. V květnu 1848 byla ustanovena českobudějovická pobočka spolku Slovanská lípa.

### První obecní volby
V prvních obecních volbách, které proběhly v roce 1850, se prvním českobudějovickým starostou stal František Josef Klavík.

### 60. léta 19. století
V roce 1862 byl založen český vzdělávací a politický spolek Beseda českobudějovická. V roce 1866 během války prusko-rakouské byla v Česku epidemie cholery; v Českých Budějovicích jen za poslední čtyři měsíce tohoto roku umřelo na choleru 286 lidí; epidemie odezněla až v 1. polovině roku 1867. V roce 1867 byla zbořena Pražská brána. Dne 3. října 1868 bylo otevřeno první české gymnázium, později přejmenované na Gymnázium Jana Valeriána Jirsíka. V srpnu 1869 byla založena českobudějovická pobočka českého tělocvičného spolku Sokol. 

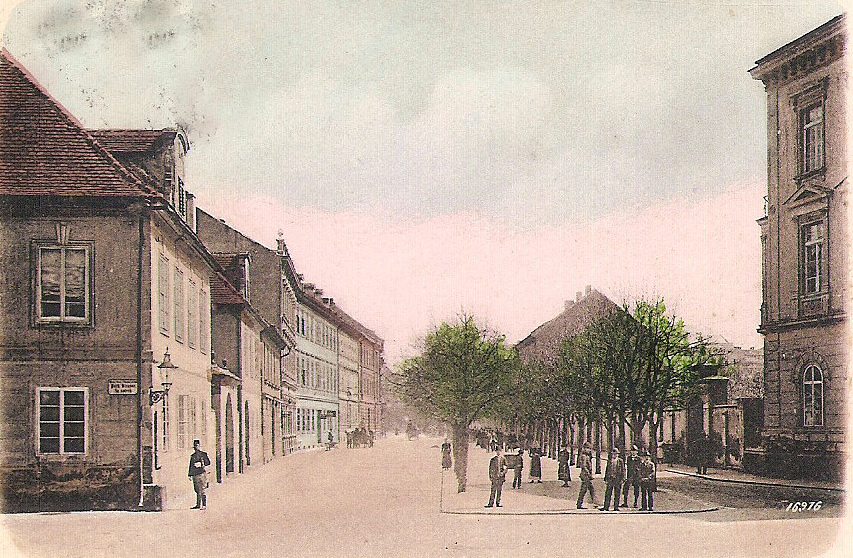
Lannova třída koncem 19. století

### 70. léta 19. století
Dne 15. prosince 1872 byl ve městě založen spolek Matice školská, který měl za úkol pozvednout úroveň českého školství ve městě. V roce 1872 byla ve městě založena tabáková továrna, která začínala v budově bývalého pivovaru (proti divadlu), ale již v roce 1876 zahájila výrobu v nové budově u nádraží; v roce 1893 měla tato továrna 1292 zaměstnanců dělnických profesí. Byl položen základ sbírkám Jihočeského muzea; první exponáty byly vystaveny na jaře roku 1877 v domě U tří korun vedle městské radnice. Byly zbořeny hradební věže Lauseck a Rybářská brána. 

### Rok 1895

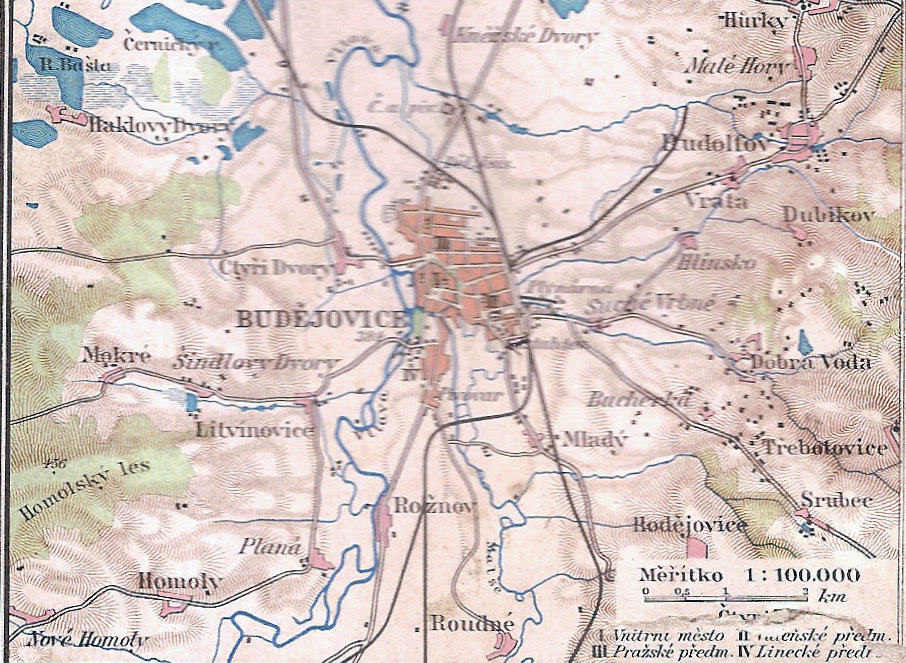
České Budějovice a okolí (mapa z roku 1901)

V roce 1895 byl založen Český akciový pivovar, který byl později přejmenována na Budějovický Budvar, národní podnik.

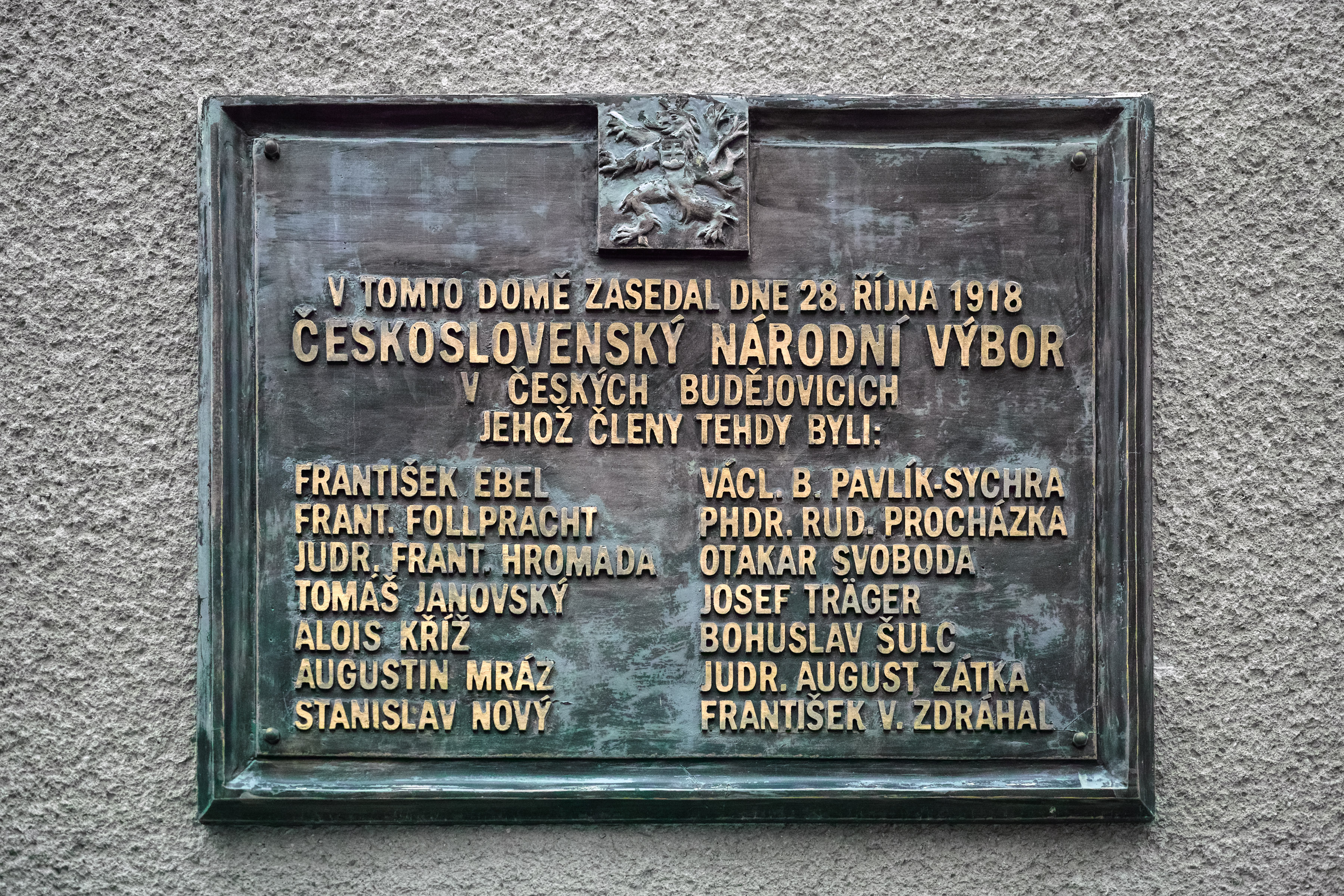
Pamětní deska připomínající vznik Československa (na domě Kněžská 35)

## 20. století
V červnu 1903 byla pro veřejnost otevřena budova nového českobudějovického muzea (architekt: Viktor Schwerdner). Dne 17. února 1908 bylo ve městě otevřeno nové vlakové nádraží; architektem secesní budovy nádraží byl Gustav Kulhavý. V témže roce byla přes seřazovací nádraží postavena lávka pro pěší. V roce 1904 byla zbourána gotická hradební věž Manda.  Dne 9. února 1909 zahájila provoz parní elektrárna. Dne 15. června 1909 byl zahájen provoz městské hromadné dopravy – začala jezdit elektrická tramvaj. V letech 1916–1917 byly v sousedních Čtyřech Dvorech (dnes část Českých Budějovic) postaveny dělostřelecké kasárny.
Boje se Českým Budějovicím vyhýbaly, nicméně stále se často stávaly týlovou základnou, takže útrap zcela ušetřeny nebyly, což se týkalo i první světové války. Převrat a ustavení Československa se v Budějovicích obešlo bez problémů.
Ve městě definitivně získalo rozhodující slovo převažující české obyvatelstvo.

### První republika
V roce 1935 bylo na Sokolském ostrově (předtím Schnarcherův ostrov) započato se stavbou nové českobudějovické sokolovny. Dne 27. června 1937 byl pro potřeby československého vojenského letectva zahájen provoz na českobudějovickém letišti. Koncem 30. let 20. století byl ve městě dislokován prapor Stráže obrany státu pod velením podplukovníka Quido Matouška. Tento prapor měl ke dni 24. září 1938 1105 mužů. Při bojovém nasazení padli 3 muži tohoto praporu, 11 mužů bylo zraněno a 21 mužů bylo zajato.

### Německá okupace a 2. světová válka

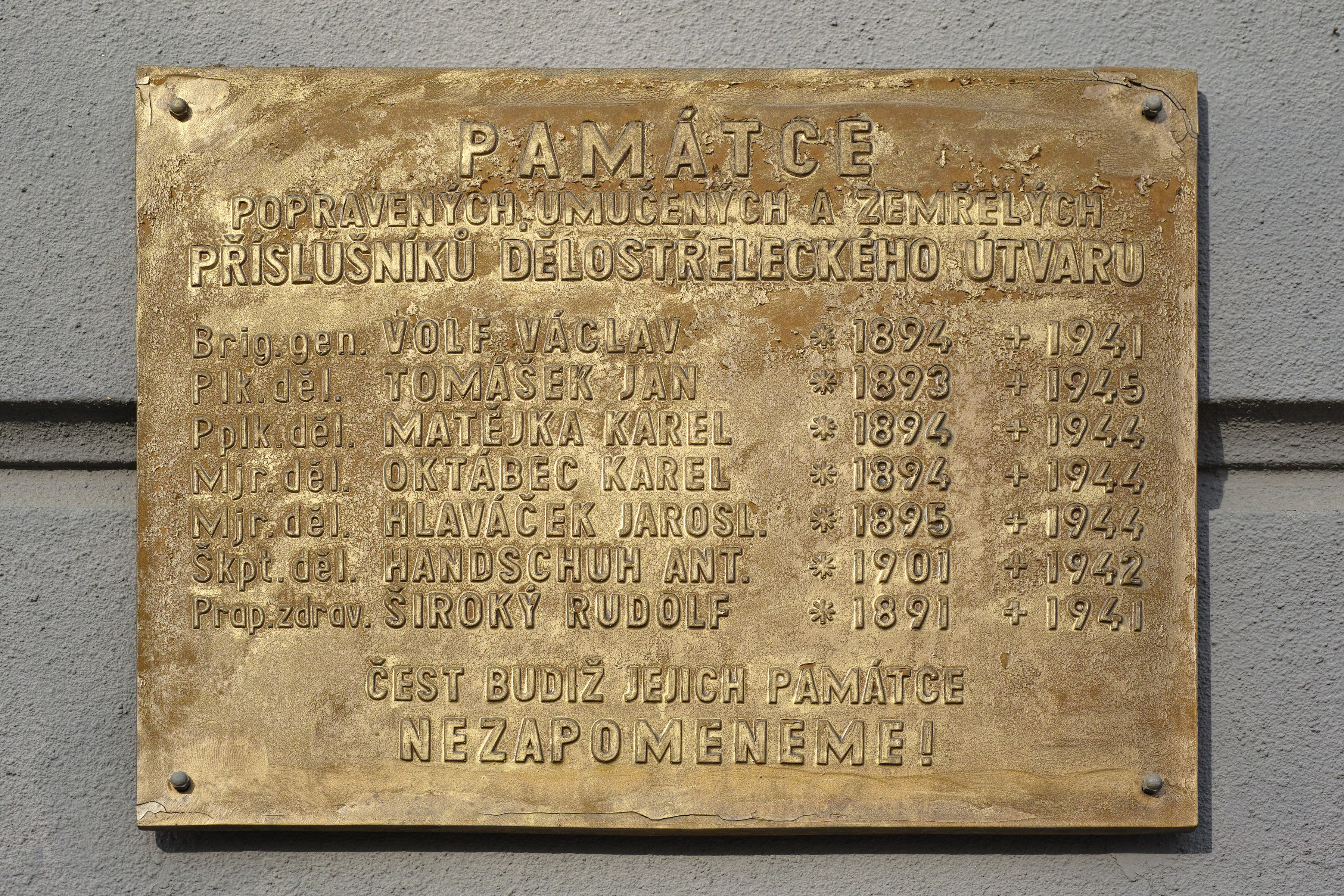
Pamětní deska věnovaná příslušníkům dělostřeleckého útvaru popraveným, umučeným a zemřelým za druhé světové války.

Odpoledne 15. března 1939 obsadily město jednotky Wehrmachtu. Okupační správa poté rychle zlikvidovala českou obecní samosprávu, městské zastupitelstvo muselo ukončit činnost již 17. března. Vrcholné posty na městských úřadech ovládli Němci. V letech 1939–1940 probíhala emigrace stovek Židů do zahraničí.  Během německé okupace byl v Českých Budějovicích silný protinacistický odboj. Mnoho českobudějovických odbojářů (vojáci, pedagogové, zaměstnanci pošt, železničáři a další) bylo nacisty popraveno nebo internováno v koncentračních táborech, kde většina z nich zahynula. 50 poštovních zaměstnanců z hlavní českobudějovické pošty na Senovážném náměstí a z nádražní pošty bylo v létě 1942 zatčeno gestapem a bez soudu posláno do koncentračních táborů. Většina z nich zahynula v Osvětimi. Celkem padlo 44 poštovních zaměstnanců. Na pamětní desce ve vstupní hale českobudějovického nádraží jsou uvedena jména 27 padlých českobudějovických železničářů (další pak zahynuli v souvislosti s bombardováním města). V koncentračních táborech zahynuly stovky českobudějovických Židů. Dne 18. dubna 1942 bylo 909 českobudějovických Židů transportováno do Terezína. Většina z nich (878 osob) zahynula. Ve dnech 25. až 27. ledna a 8. května 1945 projížděly přes České Budějovice vlaky, které převážely vězně z koncentračního tábora Osvětim do Mauthausenu, tzv. vlaky smrti.

#### Nálety amerického letectva

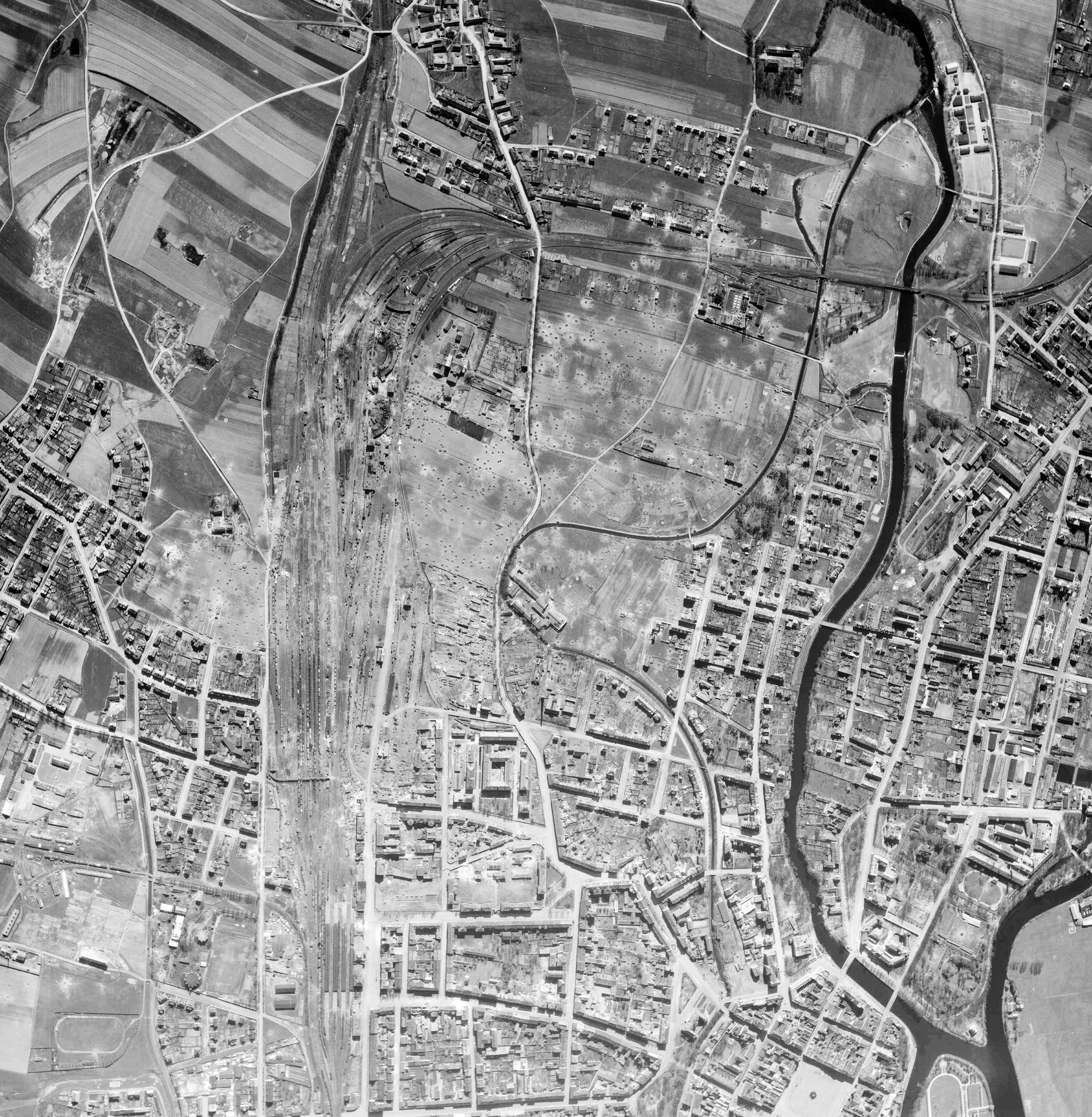
Následky bombardování nádraží na leteckém snímku z 2. dubna 1945

Přímé bojové akce se města dotkly na konci druhé světové války – v březnu 1945 se dvakrát stalo cílem náletů amerického letectva, které značně poškodily město a způsobily velké ztráty na životech.
Dne 23. března 1945 svrhly americké letouny na jižní část českobudějovického nádraží 72 pum pětisetlibrové ráže. Při tomto náletu zahynulo 53 železničářů.
Dne 24. března 1945 bylo českobudějovické nádraží bombardováno znovu, tentokrát však pumy měly značný rozptyl, bombardováním letounů první vlny bylo nejvíce postiženo nádraží a jeho okolí – Lannova třída, Chelčického ulice a Štítného ulice, bylo ale poškozeno též divadlo, krajský soud atd. Pumy shozené letouny druhé a třetí vlny zasáhly i Havlíčkovu kolonii, Mladé, Pětidomí a Suché Vrbné. Tento den se bombardování zúčastnilo 90 letounů B-24 Liberator, které svrhly na město celkem 3 238 pum. Bylo zničeno 185 obytných domů. Přímo při náletu zahynulo 170 osob, další lidé umírali na následky zranění v dalších dnech a týdnech.

#### Osvobození města
V květnu 1945 německá posádka město bez boje vyklidila; poslední jednotky německé armády opustily město dne 9. května 1945 v časných ranních hodinách. Německý vojenský velitel města generál von Runge slíbil, že nedojde k žádnému vojenskému zásahu proti obyvatelům města; přesto příslušníci Wehrmachtu a příslušníci SS zastřelili v Českých Budějovicích několik lidí. Jednotky sovětské armády přijely do města 9. května 1945 v 17,30 hod., jednotky americké armády pak ve 20 hod.

### Události po 2. světové válce
Po válce došlo jako všude jinde k odsunu německého obyvatelstva, což v případě Budějovic znamenalo odsun asi 7 500 lidí, což mohlo představovat přibližně 16 % obyvatelstva. Dne 14. června 1947 byla slavnostně otevřena českobudějovická sokolovna. Po převzetí moci Komunistickou stranou Československa v roce 1948 se českobudějovický předák České strany národně sociální, předválečný starosta Českých Budějovic a poválečný předseda místního národního výboru Alois Neuman stal ministrem  pošt. Zdejší předák Československé strany lidové Josef Plojhar se stal ministrem zdravotnictví. Předák Československé strany sociálně demokratické Miroslav Sedlák odešel do emigrace a tajemník této strany Emil Nováček byl zatčen. V roce 1946 byl otevřen českobudějovický zimní stadion. V roce 1947 byla dokončena a otevřena českobudějovická sokolovna. V roce 1949 se České Budějovice staly hlavním městem nově zřízeného Jihočeského kraje (do roku 1990).

### Druhá polovina 20. století
V roce 1959 byla kvůli výstavbě komplexu činžovních domů Perla stržena budova, ve které býval zájezdní hostinec, zvaný Na staré poště. V letech 1965 až 1971 byl na Sokolském ostrově postaven plavecký stadion.
Během invaze vojsk Varšavské smlouvy do Československa byly České Budějovice dne 22. srpna 1968 ráno obsazeny Sovětskou armádou, která zde setrvala do počátku listopadu 1968. Dne 21. srpna 1968 československá armáda znemožňovala sovětským letadlům přistávání na ranveji; letiště pak bylo sovětskou armádou obsazeno pomocí tanků.
V polovině 70. let byl zbořen komplex gotických domů (Špalíček), který stál na rohu Kněžské a Hradební ulice. V roce 1980 pak bylo prohlášeno historického jádra města Českých Budějovic za památkovou rezervaci.
V druhé polovině 20. století se upevnilo postavení Českých Budějovic jako významné křižovatky mnohých dopravních tahů a největšího města v kraji. Na severu a západě města vyrostla nová sídliště (Vltava, Čtyři Dvory). Od roku 1991 zde sídlí i Jihočeská univerzita.

## 21. století

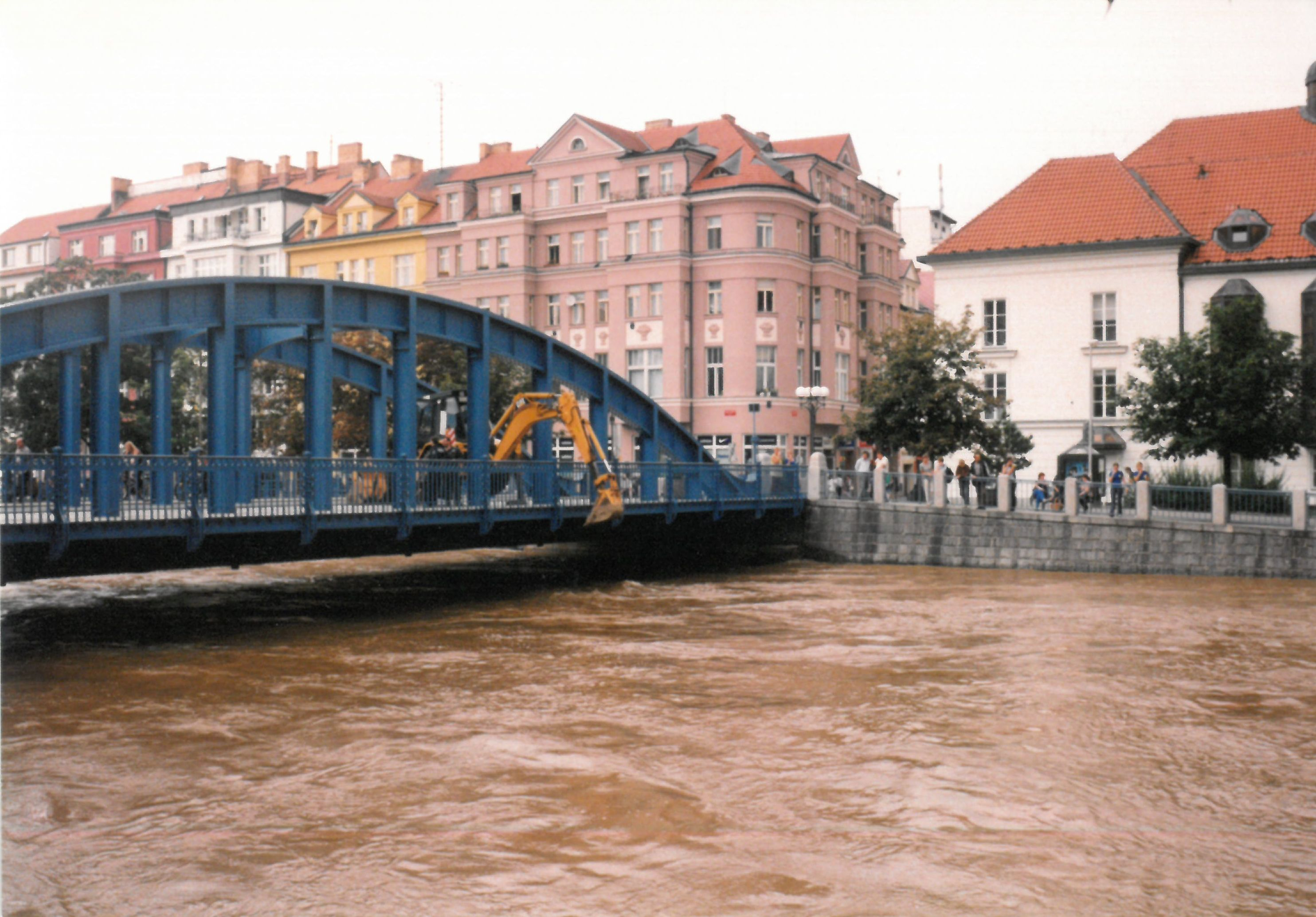
Zlatý most při povodních 2002

V srpnu 2002 město zasáhly staleté povodně. V roce 2005 se České Budějovice staly opět metropolí Jihočeského kraje, a to poté, co byly kraje jako administrativní jednotka v Česku obnoveny.